# 2010-es Formula–1 japán nagydíj
A japán nagydíj volt a 2010-es Formula–1 világbajnokság tizenhatodik futama, amelyet 2010. október 8. és október 10. között rendeztek meg a japán Suzuka Circuit-ön, Szuzukában.

## Szabadedzések

### Első szabadedzés
A japán nagydíj első szabadedzését október 8-án, pénteken tartották.
| Helyezés | Versenyző          | Csapat/Motor         | Elért idő | Különbség | Futott kör |
| -------- | ------------------ | -------------------- | --------- | --------- | ---------- |
| 1        | Sebastian Vettel   | Red Bull-Renault     | 1:32,585  | −         | 23         |
| 2        | Mark Webber        | Red Bull-Renault     | 1:32,633  | + 0,048   | 23         |
| 3        | Robert Kubica      | Renault              | 1:33,129  | + 0,544   | 23         |
| 4        | Adrian Sutil       | Force India-Mercedes | 1:33,639  | + 1,054   | 13         |
| 5        | Lewis Hamilton     | McLaren-Mercedes     | 1:33,643  | + 1,058   | 9          |
| 6        | Rubens Barrichello | Williams-Cosworth    | 1:33,677  | + 1,092   | 21         |
| 7        | Nico Hülkenberg    | Williams-Cosworth    | 1:33,707  | + 1,122   | 24         |
| 8        | Michael Schumacher | Mercedes             | 1:33,739  | + 1,154   | 20         |
| 9        | Nick Heidfeld      | Sauber-Ferrari       | 1:33,791  | + 1,206   | 23         |
| 10       | Nico Rosberg       | Mercedes             | 1:33,831  | + 1,246   | 9          |
| 11       | Felipe Massa       | Ferrari              | 1:33,929  | + 1,344   | 25         |
| 12       | Jenson Button      | McLaren-Mercedes     | 1:34,042  | + 1,457   | 19         |
| 13       | Fernando Alonso    | Ferrari              | 1:34,169  | + 1,584   | 23         |
| 14       | Kobajasi Kamui     | Sauber-Ferrari       | 1:34,271  | + 1,686   | 19         |
| 15       | Vitalij Petrov     | Renault              | 1:34,373  | + 1,788   | 24         |
| 16       | Vitantonio Liuzzi  | Force India-Mercedes | 1:34,379  | + 1,794   | 21         |
| 17       | Sébastien Buemi    | Toro Rosso-Ferrari   | 1:34,991  | + 2,406   | 26         |
| 18       | Jaime Alguersuari  | Toro Rosso-Ferrari   | 1:35,684  | + 3,099   | 22         |
| 19       | Heikki Kovalainen  | Lotus-Cosworth       | 1:36,949  | + 4,364   | 25         |
| 20       | Timo Glock         | Virgin-Cosworth      | 1:37,329  | + 4,744   | 17         |
| 21       | Jarno Trulli       | Lotus-Cosworth       | 1:37,388  | + 4,803   | 23         |
| 22       | Jérôme d’Ambrosio  | Virgin-Cosworth      | 1:37,778  | + 5,193   | 23         |
| 23       | Bruno Senna        | HRT-Cosworth         | 1:38,814  | + 6,229   | 28         |
| 24       | Jamamoto Szakon    | HRT-Cosworth         | 1:39,443  | + 6,858   | 26         |

### Második szabadedzés
A japán nagydíj második szabadedzését október 8-án, pénteken tartották.
| Helyezés | Versenyző          | Csapat/Motor         | Elért idő | Különbség | Futott kör |
| -------- | ------------------ | -------------------- | --------- | --------- | ---------- |
| 1        | Sebastian Vettel   | Red Bull-Renault     | 1:31,465  | −         | 32         |
| 2        | Mark Webber        | Red Bull-Renault     | 1:31,860  | + 0,395   | 29         |
| 3        | Robert Kubica      | Renault              | 1:32,200  | + 0,735   | 32         |
| 4        | Fernando Alonso    | Ferrari              | 1:32,362  | + 0,897   | 34         |
| 5        | Felipe Massa       | Ferrari              | 1:32,519  | + 1,054   | 35         |
| 6        | Jenson Button      | McLaren-Mercedes     | 1:32,533  | + 1,068   | 28         |
| 7        | Vitalij Petrov     | Renault              | 1:32,703  | + 1,238   | 32         |
| 8        | Michael Schumacher | Mercedes             | 1:32,831  | + 1,366   | 27         |
| 9        | Adrian Sutil       | Force India-Mercedes | 1:32,842  | + 1,377   | 26         |
| 10       | Nico Hülkenberg    | Williams-Cosworth    | 1:32,851  | + 1,386   | 26         |
| 11       | Nico Rosberg       | Mercedes             | 1:32,880  | + 1,415   | 26         |
| 12       | Kobajasi Kamui     | Sauber-Ferrari       | 1:33,471  | + 2,006   | 31         |
| 13       | Lewis Hamilton     | McLaren-Mercedes     | 1:33,481  | + 2,016   | 8          |
| 14       | Rubens Barrichello | Williams-Cosworth    | 1:33,564  | + 2,099   | 16         |
| 15       | Nick Heidfeld      | Sauber-Ferrari       | 1:33,697  | + 2,232   | 33         |
| 16       | Sébastien Buemi    | Toro Rosso-Ferrari   | 1:34,005  | + 2,540   | 32         |
| 17       | Jaime Alguersuari  | Toro Rosso-Ferrari   | 1:34,055  | + 2,590   | 37         |
| 18       | Vitantonio Liuzzi  | Force India-Mercedes | 1:34,310  | + 2,845   | 33         |
| 19       | Heikki Kovalainen  | Lotus-Cosworth       | 1:36,095  | + 4,630   | 37         |
| 20       | Jarno Trulli       | Lotus-Cosworth       | 1:36,333  | + 4,868   | 33         |
| 21       | Lucas di Grassi    | Virgin-Cosworth      | 1:36,630  | + 5,165   | 28         |
| 22       | Timo Glock         | Virgin-Cosworth      | 1:36,834  | + 5,369   | 28         |
| 23       | Bruno Senna        | HRT-Cosworth         | 1:37,352  | + 5,887   | 33         |
| 24       | Jamamoto Szakon    | HRT-Cosworth         | 1:37,831  | + 6,366   | 34         |

### Harmadik szabadedzés
A japán nagydíj harmadik szabadedzését október 9-én szombaton tartották.
| Helyezés | Versenyző          | Csapat/Motor         | Elért idő | Különbség | Futott kör |
| -------- | ------------------ | -------------------- | --------- | --------- | ---------- |
| 1        | Jaime Alguersuari  | Toro Rosso-Ferrari   | 1:55,902  | −         | 9          |
| 2        | Timo Glock         | Virgin-Cosworth      | 2:07,497  | + 11,595  | 6          |
| 3        | Lucas di Grassi    | Virgin-Cosworth      |           |           | 1          |
| 4        | Jamamoto Szakon    | HRT-Cosworth         |           |           | 1          |
| 5        | Bruno Senna        | HRT-Cosworth         |           |           | 1          |
| 6        | Sébastien Buemi    | Toro Rosso-Ferrari   |           |           | 4          |
| 7        | Nick Heidfeld      | Sauber-Ferrari       |           |           | 1          |
| 8        | Felipe Massa       | Ferrari              |           |           | 1          |
| 9        | Nico Hülkenberg    | Williams-Cosworth    |           |           | 2          |
| 10       | Rubens Barrichello | Williams-Cosworth    |           |           | 1          |
| 11       | Kobajasi Kamui     | Sauber-Ferrari       |           |           | 1          |
| 12       | Heikki Kovalainen  | Lotus-Cosworth       |           |           | 1          |
| 13       | Nico Rosberg       | Mercedes             |           |           | 1          |
| 14       | Vitantonio Liuzzi  | Force India-Mercedes |           |           | 1          |
| 15       | Mark Webber        | Red Bull-Renault     |           |           | 1          |
| 16       | Michael Schumacher | Mercedes             |           |           | 1          |
| 17       | Fernando Alonso    | Ferrari              |           |           | 1          |
| 18       | Vitalij Petrov     | Renault              |           |           | 1          |
| 19       | Jenson Button      | McLaren-Mercedes     |           |           | 3          |
| 20       | Jarno Trulli       | Lotus-Cosworth       |           |           | 1          |
| 21       | Sebastian Vettel   | Red Bull-Renault     |           |           | 1          |
| 22       | Adrian Sutil       | Force India-Mercedes |           |           | 1          |
| 23       | Robert Kubica      | Renault              |           |           | 2          |
| 24       | Lewis Hamilton     | McLaren-Mercedes     |           |           | 3          |

## Időmérő edzés
A japán nagydíj időmérő edzését október 10-én, vasárnap futották.
Szombat reggel hatalmas eső zúdult Szuzukára, ami miatt már a harmadik szabadedzésen is csupán két pilóta merészkedett ki gyors körre, ám az időmérő edzés tervezett idejére még tovább romlott a helyzet, így a szervezők a pilóták biztonságát szem előtt tartva a halasztás mellett döntöttek. Emiatt a japán nagydíj kvalifikációját vasárnap délelőttre tették át.
| Helyezés | Versenyző          | Csapat/Motor         | 1. rész  | 2. rész  | 3. rész   |
| -------- | ------------------ | -------------------- | -------- | -------- | --------- |
| 1        | Sebastian Vettel   | Red Bull-Renault     | 1:32.035 | 1:31.184 | 1:30.785  |
| 2        | Mark Webber        | Red Bull-Renault     | 1:32.476 | 1:31.241 | 1:30.853  |
| 3        | Lewis Hamilton     | McLaren-Mercedes     | 1:32.809 | 1:31.523 | 1:31.169* |
| 4        | Robert Kubica      | Renault              | 1:32.808 | 1:32.042 | 1:31.231  |
| 5        | Fernando Alonso    | Ferrari              | 1:32.555 | 1:31.819 | 1:31.352  |
| 6        | Jenson Button      | McLaren-Mercedes     | 1:32.636 | 1:31.763 | 1:31.378  |
| 7        | Nico Rosberg       | Mercedes             | 1:32.238 | 1:31.886 | 1:31.494  |
| 8        | Rubens Barrichello | Williams-Cosworth    | 1:32.361 | 1:31.874 | 1:31.535  |
| 9        | Nico Hülkenberg    | Williams-Cosworth    | 1:32.211 | 1:31.926 | 1:31.559  |
| 10       | Michael Schumacher | Mercedes             | 1:32.513 | 1:32.073 | 1:31.846  |
| 11       | Nick Heidfeld      | Sauber-Ferrari       | 1:33.011 | 1:32.187 |           |
| 12       | Felipe Massa       | Ferrari              | 1:32.721 | 1:32.321 |           |
| 13       | Vitalij Petrov     | Renault              | 1:32.849 | 1:32.422 |           |
| 14       | Kobajasi Kamui     | Sauber-Ferrari       | 1:32.783 | 1:32.427 |           |
| 15       | Adrian Sutil       | Force India-Mercedes | 1:33.186 | 1:32.659 |           |
| 16       | Jaime Alguersuari  | Toro Rosso-Ferrari   | 1:33.471 | 1:33.071 |           |
| 17       | Vitantonio Liuzzi  | Force India-Mercedes | 1:33.216 | 1:33.154 |           |
| 18       | Sébastien Buemi    | Toro Rosso-Ferrari   | 1:33.568 |          |           |
| 19       | Jarno Trulli       | Lotus-Cosworth       | 1:35.346 |          |           |
| 20       | Heikki Kovalainen  | Lotus-Cosworth       | 1:35.464 |          |           |
| 21       | Lucas di Grassi    | Virgin-Cosworth      | 1:36.265 |          |           |
| 22       | Timo Glock         | Virgin-Cosworth      | 1:36.332 |          |           |
| 23       | Bruno Senna        | HRT-Cosworth         | 1:37.270 |          |           |
| 24       | Jamamoto Szakon    | HRT-Cosworth         | 1:37.365 |          |           |

* Váltócsere miatt öthelyes rajtbüntetést kapott.

## Futam
A japán nagydíj futama október 10-én, vasárnap rajtolt.
| Helyezés | Rajtszám | Versenyző          | Csapat/Motor         | Futott kör | Idő/Kiesés oka   | Rajthely | Pont |
| -------- | -------- | ------------------ | -------------------- | ---------- | ---------------- | -------- | ---- |
| 1        | 5        | Sebastian Vettel   | Red Bull-Renault     | 53         | 1:30:27.323      | 1        | 25   |
| 2        | 6        | Mark Webber        | Red Bull-Renault     | 53         | +0.905           | 2        | 18   |
| 3        | 8        | Fernando Alonso    | Ferrari              | 53         | +2.721           | 4        | 15   |
| 4        | 1        | Jenson Button      | McLaren-Mercedes     | 53         | +13.522          | 5        | 12   |
| 5        | 2        | Lewis Hamilton     | McLaren-Mercedes     | 53         | +39.595          | 8        | 10   |
| 6        | 3        | Michael Schumacher | Mercedes             | 53         | +59.933          | 10       | 8    |
| 7        | 23       | Kobajasi Kamui     | Sauber-Ferrari       | 53         | +1:04.038        | 14       | 6    |
| 8        | 22       | Nick Heidfeld      | Sauber-Ferrari       | 53         | +1:09.648        | 11       | 4    |
| 9        | 9        | Rubens Barrichello | Williams-Cosworth    | 53         | +1:10.846        | 7        | 2    |
| 10       | 16       | Sébastien Buemi    | Toro Rosso-Ferrari   | 53         | +1:12.804        | 18       | 1    |
| 11       | 17       | Jaime Alguersuari  | Toro Rosso-Ferrari   | 52         | +1 kör           | 16       |      |
| 12       | 19       | Heikki Kovalainen  | Lotus-Cosworth       | 52         | +1 kör           | 20       |      |
| 13       | 18       | Jarno Trulli       | Lotus-Cosworth       | 51         | +2 kör           | 19       |      |
| 14       | 24       | Timo Glock         | Virgin-Cosworth      | 51         | +2 kör           | 22       |      |
| 15       | 21       | Bruno Senna        | HRT-Cosworth         | 51         | +2 kör           | 23       |      |
| 16       | 20       | Jamamoto Szakon    | HRT-Cosworth         | 50         | +3 kör           | 24       |      |
| 17[1]    | 4        | Nico Rosberg       | Mercedes             | 47         | baleset          | 6        |      |
| ki       | 14       | Adrian Sutil       | Force India-Mercedes | 44         | erőforrás        | 15       |      |
| ki       | 11       | Robert Kubica      | Renault              | 2          | kerék            | 3        |      |
| ki       | 10       | Nico Hülkenberg    | Williams-Cosworth    | 0          | baleseti sérülés | 9        |      |
| ki       | 7        | Felipe Massa       | Ferrari              | 0          | baleset          | 12       |      |
| Ki       | 12       | Vitalij Petrov     | Renault              | 0          | baleset          | 13       |      |
| ki       | 15       | Vitantonio Liuzzi  | Force India-Mercedes | 0          | baleset          | 17       |      |
| ni       | 25       | Lucas di Grassi    | Virgin-Cosworth      | 0          | baleset          | 21       |      |

Megjegyzés:
- ↑ 1:  — Nico Rosberg nem fejezte be a versenyt, de helyezését értékelték, mivel teljesítette a futam több, mint 90%-át.

## A világbajnokság élmezőnyének állása a verseny után
| H   | Versenyzők         | Pont | H   | Konstruktőrök        | Pont |
| --- | ------------------ | ---- | --- | -------------------- | ---- |
| 1.  | Mark Webber        | 220  | 1.  | Red Bull-Renault     | 426  |
| 2.  | Fernando Alonso    | 206  | 2.  | McLaren-Mercedes     | 381  |
| 3.  | Sebastian Vettel   | 206  | 3.  | Ferrari              | 334  |
| 4.  | Lewis Hamilton     | 192  | 4.  | Mercedes             | 176  |
| 5.  | Jenson Button      | 189  | 5.  | Renault              | 133  |
| 6.  | Felipe Massa       | 128  | 6.  | Force India-Mercedes | 60   |
| 7.  | Nico Rosberg       | 122  | 7.  | Williams-Cosworth    | 58   |
| 8.  | Robert Kubica      | 114  | 8.  | Sauber-Ferrari       | 37   |
| 9.  | Michael Schumacher | 54   | 9.  | Toro Rosso-Ferrari   | 11   |
| 10. | Adrian Sutil       | 47   | 10. | Lotus-Cosworth       | 0    |

(A teljes táblázat)

## Statisztikák
Vezető helyen:
- Sebastian Vettel : 39 (1-24 / 39-53)
- Mark Webber : 1 (25)
- Jenson Button : 13 (26-38)

Sebastian Vettel 8. győzelme, 13. pole pozíciója, Mark Webber 6. leggyorsabb köre.
- Red Bull 13. győzelme.